# ابوشکور بلخی
ابوشکور بلخی (زادهٔ نزدیک به ۳۰۰ (هجری) در بلخ از شعرای نام‌آور سده چهارم هجری است که به زبان‌های فارسی و عربی شعر گفته‌است. دربارهٔ زندگی و شعرهای او آگاهی چندانی به‌جای نمانده‌است. او در روزگار سامانیان می‌زیسته‌است و مورد توجه و عنایت خاص نوح سامانی شاه وقت بود. ابیات و قطعات پراکنده‌ای از آثار او در حد ۴۲۹ بیت باقی است که بیشترین ابیات از آفرین‌نامه است.
ابوشکور از مردم بلخ بوده‌است. مهم‌ترین اثر او مثنوی آفرین‌نامه بوده که در بحر متقارب سروده و چنان‌که خود گفته در سال ۳۳۳ ق آغاز گشته و در سال ۳۳۶ ق به پایان رسانده است

## آفرین‌نامه
برپایه برآوردهای انجام‌شده و سنجش بیت‌هایی که از آن در فرهنگ‌ها به‌عنوان گواه بهره برده شده‌است، تعداد بیت‌های این اثر دست‌کم دو سوم شاهنامه فردوسی بوده‌است. از آفرین‌نامه تنها سیصد و اندی بیت به جای مانده‌است. این اثر را که در حکمت و اندرز و پند بوده و در بحر متقارب سروده شده یکی از شاهکارهای زبان پارسی دانسته‌اند. آفرین‌نامه را ابوشکور به نام نوح بن نصر سامانی (پادشاهی از ۳۳۱ تا ۳۴۳) به نظم کشیده‌است، چنان‌که می‌گوید:
| خداوند ما نوح فرّخ‌نژاد |  | که بر شهر ایران بگسترد داد… |

آغاز نگارش آفرین‌نامه برپایه بیت زیر ابوشکور در ۳۳۳ (هجری) بوده‌است:
| مر این داستان کش بگفت از فیال |  | ابر سی‌صد و سی و سه بود سال |

او در بیتی دیگر می‌گوید که در هنگام آفرینش این اثر چندساله بوده‌است:
| سرانجام کاغاز از این نامه کرد |  | جوان بود چون سی و سه ساله مرد |

و از این بیت چنین برداشت کرده‌اند که سال زادن او نباید پیش از ۳۰۰ ق باشد.

## مضامین شعری ابوشکور
سرایندگان بسیاری پس از ابوشکور بلخی از مضامین شعر او بهره برده‌اند و اشعار تازه‌ای را بر آن پایه‌ها سروده‌اند، برای نمونه در شعر زیر از ابوشکور:
| به دشمن برت استواری مباد    |  | که دشمن درختی‌ست تلخ از نهاد   |
| درختی که تلخش بُوَد گوهرا     |  | اگر چرب و شیرین دهی مر ورا    |
| همان میوهٔ تلخت آرد پدید     |  | از او چرب و شیرین نخواهی مزید |
| ز دشمن گر ایدون که یابی شکر |  | گمان بر که زهر است، هرگز مخور |

مضمون این شعر در هجونامه محمود—که کسانی ازآنِ فردوسی‌اش می‌شمردند—آمده‌است:
| درختی که تلخ است وی را سرشت |  | گرش برنشانی به باغ بهشت      |
| ور از جوی خلدش به هنگام آب  |  | به بیخ انگبین ریزی و شهد ناب |
| سرانجام گوهر به کار آورَد    |  | همان میوهٔ تلخ بار آورَد       |

گفته‌شده که جامی به خواهرزادهٔ چامه‌سرایش هاتفی سپرد که این مضمون را جامه‌ای دیگر بپوشاند و او چنین سرود:
| اگر بیضهٔ زاغ ظلمت‌سرشت    |  | نهی زیر طاووس باغ بهشت     |
| به هنگام آن بیضه پروردنش |  | ز انجیر جنّت دهی ارزنش      |
| دهی آبش از چشمهٔ سلسبیل   |  | در آن بیضه دم دردمد جبرئیل |
| شود عاقبت بیضهٔ زاغ زاغ   |  | برد رنج بیهوده طاووس باغ   |

همچنین ابوشکور در دو بیت چنین می‌گوید:
| درختی که خردک بُوَد باغبان |  | بگرداند او را چو خواهد چنان |
| چو گردد کلان باز نتواندش |  | که از کژّی و خم بگرداندش     |

و سعدی این مضمون را چنین می‌گرداند:
| شاخ تر را چنان‌که خواهی پیچ |  | نشود خشک جز به آتش راست |

خود ابوشکور مضمون این بیت رودکی را گرفته:
| هرکه نامُخت از گذشتِ روزگار |  | نیز ناموزد ز هیچ آموزگار |

و چنین برگردانده‌است:
| مگر پیش بنشاندت روزگار |  | که به زو نیابی تو آموزگار |

و فردوسی نیز این مضمون را در چهار جای شاهنامهاش چنین آورده‌است:
| نگه کن بدین گردش روزگار      |  | که به زو نیابی تو آموزگار  |
| یکی نغز بازی کند روزگار      |  | که بنشاندت پیش آموزگار     |
| کسی کو بُوَد سودهٔ روزگار       |  | نباید به هر کارش آموزگار   |
| گر ایدون که بدبینی از روزگار |  | به نیکی هم او باشد آموزگار |

در بیت دیگری که ظاهراً مطلع قصیده رثائیه‌ای است، از کشته شدن امیری خبر می‌دهد:
| آن کس که بر امیر درِ مرگ باز کرد |  | بر خویشتن نگر نتواند فراز کرد |